# فهرست افراد هزاره
{\displaystyle }
مردمان هزاره یکی از گروه‌های قومی بزرگ در افغانستان هستند، که عمدتاً در مناطق مرکزی افغانستان معروف به هزارستان (هزاره‌جات) ساکن هستند، همچنین اقلیت‌های قابل‌توجه و بزرگی از آنها در بخش‌هایی از پاکستان و ایران ساکن هستند. هزاره‌ها در دهه‌های گذشته به کشورهای پاکستان، ایران، استرالیا، اروپا و آمریکای شمالی مهاجرت کرده‌اند.

## سیاستمداران

### سیاستمداران در خارج از افغانستان

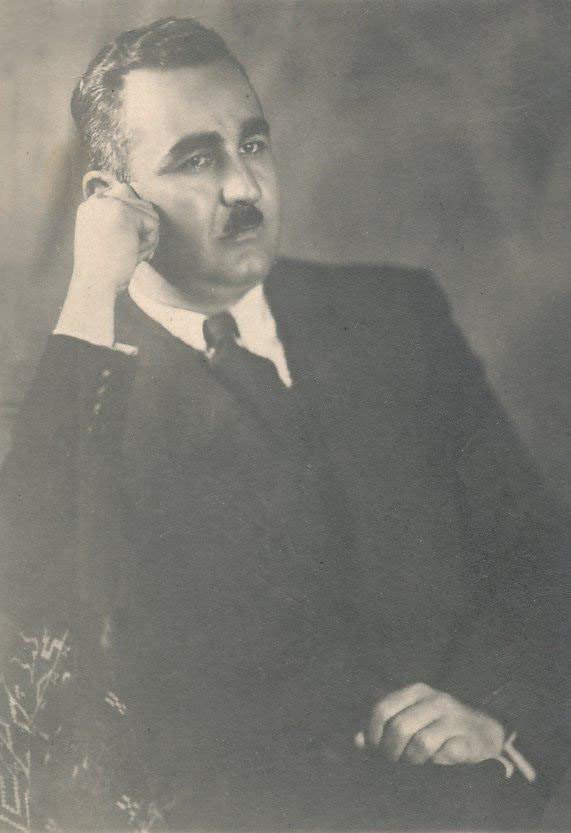
صولت‌السلطنه هزاره، فرمانده اصلی قیام ۱۳۲۰ خراسان به هدف براندازی حکومت رضاشاه

- یزدان خان - سیاستمدار و لانس نایک هنگ ۱۰۶ هزاره ارتش بریتانیایی هند از ۱۹۰۶ تا ۱۹۳۳
- محمد موسی خان - سیاستمدار و فرمانده کل ارتش پاکستان از ۱۹۵۸ تا ۱۹۶۶ میلادی
- صولت‌السلطنه هزاره - عضو مجلس شورای ملی ایران از ۱۹۲۳ تا ۱۹۲۵
- قاضی محمد عیسی - از رهبران مسلم لیگ و جنبش پاکستان
- سید ناصر علیشاه - عضو مجمع ملی پاکستان
- سید حسین هزاره - سیاستمدار پاکستانی
- عبدالخالق هزاره - دبیرکل حزب دموکرات هزاره
- حسین‌علی یوسفی - دبیرکل حزب دموکرات هزاره
- جان‌علی چنگیزی - معاون اول حزب مردم پاکستان
- مریم منصف - سیاستمدار کانادایی افغانستانی‌تبار

### سیاستمداران در افغانستان

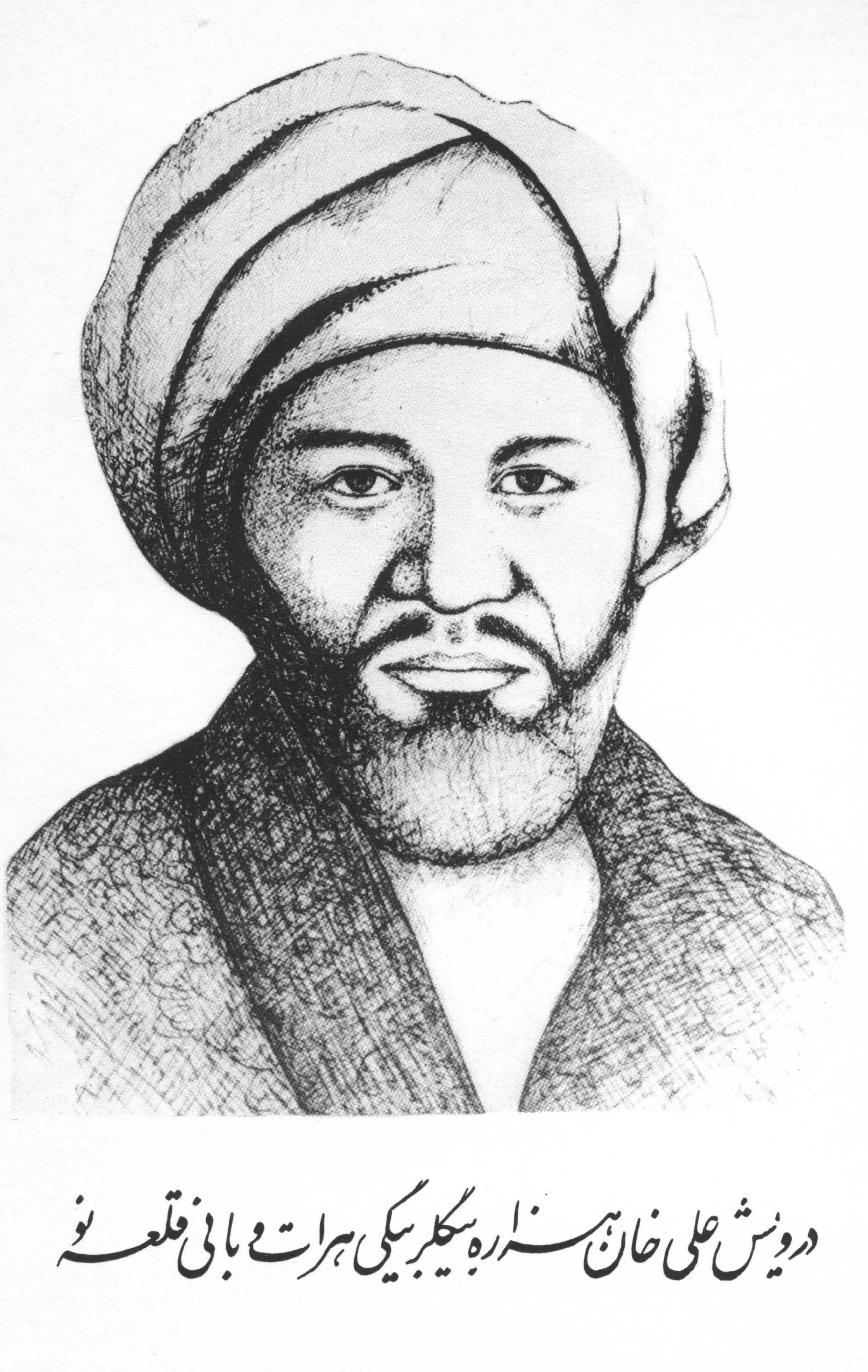
درویش علی خان هزاره

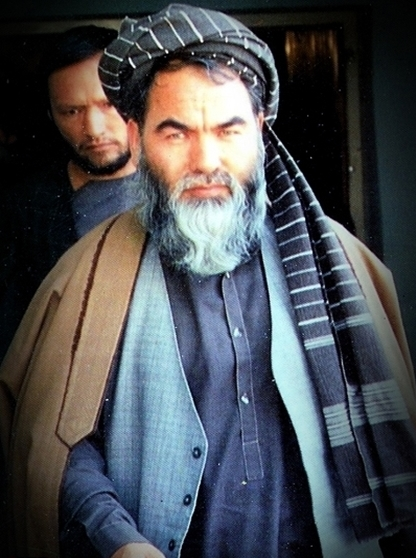
عبدالعلی مزاری، یکی از رهبران سیاسی و جهادی در افغانستان

#### رهبران
- درویش علی خان هزاره - اولین حاکم هزاره در هرات
- میر یزدان‌بخش - رهبر هزاره‌ها در سده نوزدهم
- میر محمدعظیم بیگ - اولین رهبر قیام کننده گان مردم هزاره در دوره سلطنت عبدالرحمان
- ابراهیم خان گاوسوار - رهبر قیام مسلحانهٔ مردم هزاره در اعتراض به مالیات سنگین در حکومت ظاهرشاه
- سلطان‌علی کشتمند - نخست‌وزیر سابق افغانستان
- عبدالعلی مزاری - سیاستمدار و بنیان‌گذار حزب وحدت افغانستان
- محمدحسین صادقی نیلی رهبر جهادی هزاره‌های افغانستان
- اکرم یاری - دبیرکل سازمان جوانان مترقی
- کریم خلیلی - دبیرکل حزب وحدت افغانستان
- محمد اکبری - دبیرکل حزب حراست افغانستان
- سرور دانش - معاون رئیس‌جمهوری افغانستان
- اسدالله سعادتی - معاون شورای عالی مصالحه ملی
- محمد محقق - دبیرکل حزب وحدت مردم افغانستان
- محمدحسین صادقی نیلی - دبیرکل پاسداران جهاد افغانستان
- صادق مدبر - دبیرکل حزب انسجام افغانستان
- قربان علی عرفانی - دبیرکل حزب وحدت ملت افغانستان
- عباس ابراهیم‌زاده - دبیرکل حزب وحدت نوین افغانستان
- سید جعفر مهدوی - دبیرکل حزب ملت افغانستان
- قربان کوهستانی - نماینده مردم ولسوالی لعل و سرجنگل در پارلمان
- خالق‌داد بلاغی - نماینده مردم نماینده منتخب مردم کابل در مشرانوجرگه افغانستان سنا

#### وزیران
- محمد طاهر زهیر[۳]
- عباس بصیر[۴]
- محمود بلیغ[۵]
- داوودعلی نجفی
- معصومه خاوری[۶]
- عبدالکریم میثاق[۷]
- عبدالرزاق وحیدی[۸]
- نجیب‌الله خواجه‌عمری[۹]

#### سفیران
- عباس نویان سفیر افغانستان در سویدن
- محمدتقی خلیلی سفیر افغانستان در آذربایجان

#### نمایندگان پارلمان
.
- خالق‌داد بلاغی
- احمد بهزاد
- مهدی راسخ
- فاطمه نظری
- صدیقه مبارز
- حمیده اکبری
- ذوالفقار امید
- احمدشاه رمضان
- علی اکبر قاسمی
- عبدالقیوم سجادی
- رمضان بشردوست
- غلام‌حسین ناصری
- محمدعارف رحمانی
- سید جعفر مهدوی

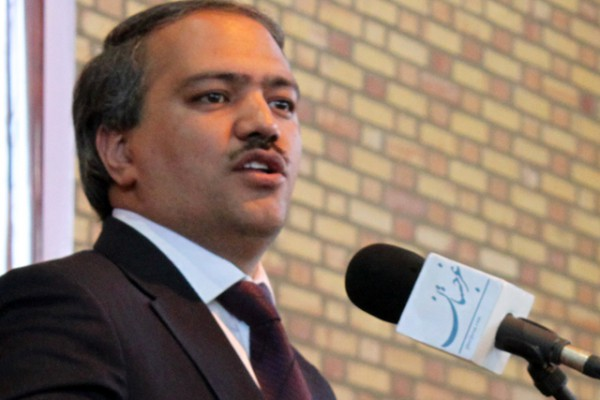
احمد بهزاد، نماینده مردم هرات در مجلس نمایندگان افغانستان، و از اعضای شورای عالی جنبش روشنایی

- محمد ناصر خان - نماینده بامیان در زمان ظاهرشاه
- رمضان شریفی - عضو پارلمان در دوره ظاهرشاه

#### والیان

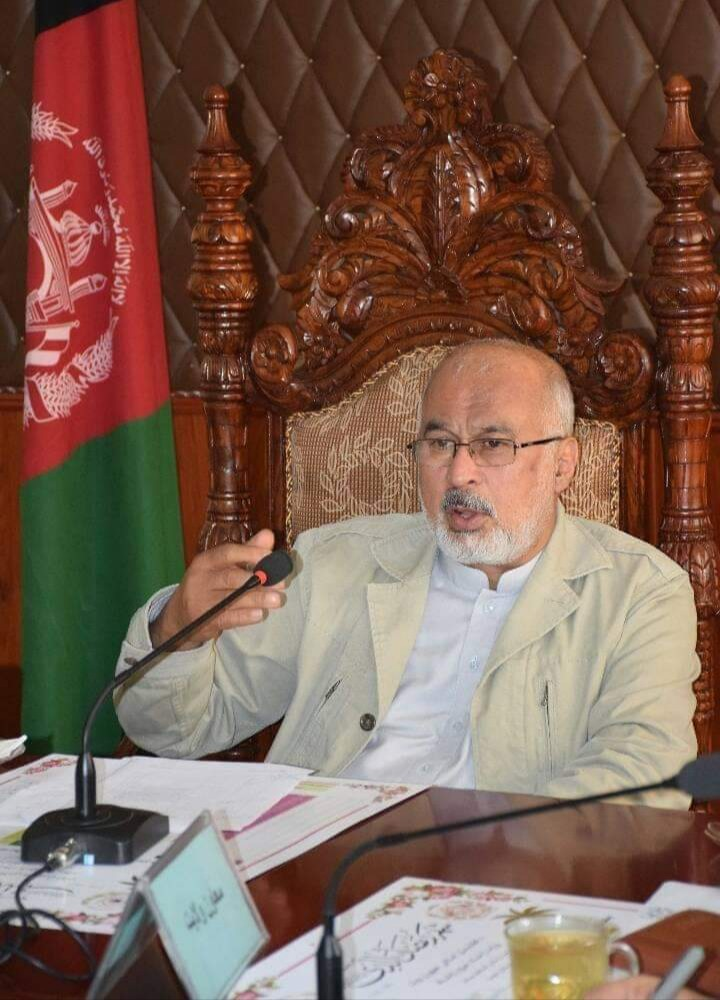
محمدعارف شاه‌جهان، سیاستمدار و والی پیشین میدان وردک

- رشیده شهیدی
- سید انور رحمتی
- حبیبه سرابی
- غلام‌علی وحدت
- محمدعارف شاه‌جهان
- رقیه نایل
- ریحانه آزاد
- محمود بلیغ
- محمد عبده
- هما سلطانی
- عذرا جعفری
- نادرشاه بحر
- نادر الله‌داد
- محمد ناطقی
- منصور نادری
- هاشم مهدوی
- نفیسه عظیمی
- شاه‌گل رضایی
- علیجان زاهدی
- خداداد عرفانی
- صفورا ایلخانی
- شیرین محسنی
- معصومه مرادی
- عبدالطالب ذکی
- نعمت‌الله غفاری
- منیره یوسفزاده
- معصومه خاوری
- عبدالطیف نظری
- قربان کوهستانی
- عبدالعلی محمدی
- عبدالواحد سرابی
- سید علی بهشتی
- محمدعلی اخلاقی
- عبدالقیوم سجادی
- محمدجواد ضحاک
- محمد ضیا همدرد
- محمدعلی علی‌زاده
- رمضان جمعه زاده
- چمن شاه اعتمادی
- قربان‌علی اروزگانی
- قربان علی عرفانی
- محمد علی اخلاقی
- محمد ظاهر وحدت
- محمد حسین فهیمی
- عبدالرحمان شهیدانی
- ظاهره احمدیار مولایی
- سید محمد اقبال منیب
- نجیب الله خواجه عمری
- میرحسین صادقی پروانی
- محمد حسن شریفی بلخابی
- راحله بی‌بی کبرا عالم شاهی

## دانشمندان

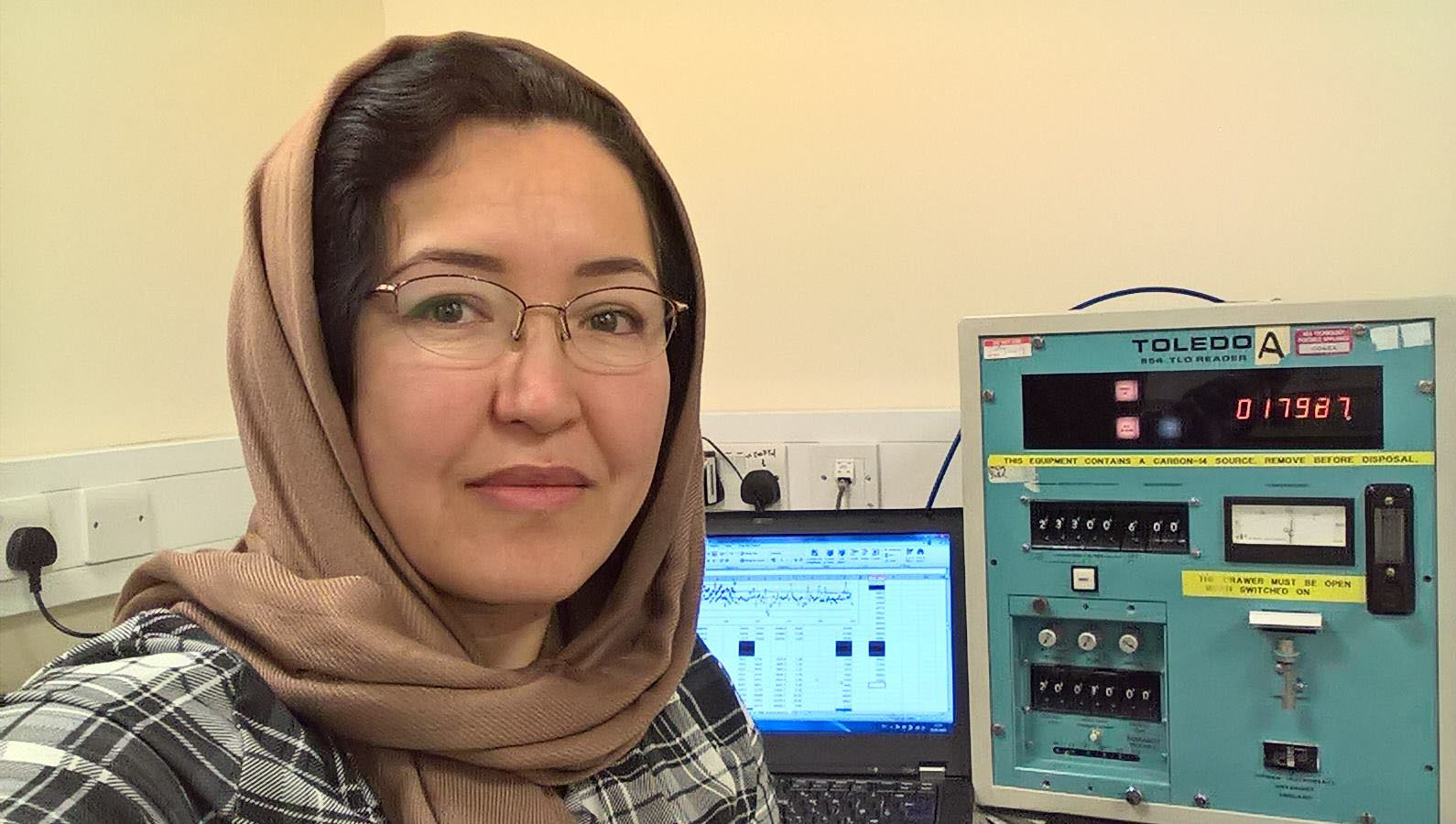
شکردخت جعفری

- شکردخت جعفری، رادیوتراپیست دانشگاه ساری و برنده جایزه اینویت یوکه

## نظامیان

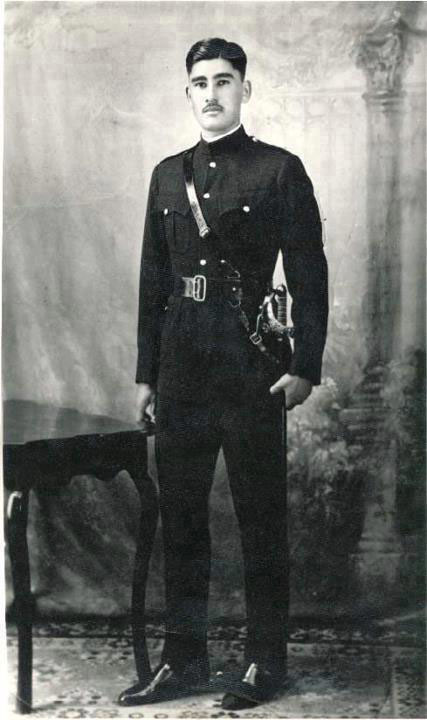
جنرال محمد موسی خان فرمانده کل نیروهای مسلح پاکستان. ۱۹۳۵

- جنرال موسی خان[۱۰]
- شربت‌علی چنگیزی[۱۱]
- ستوان پرواز صمد علی چنگیزی[۱۲]
- مرادعلی مراد[۱۳]
- جنرال خدایداد[۱۴]
- قومندان شفیع هزاره[۱۵]
- عبدالغنی علی‌پور
- قوماندان کفتر
- ابوذر غزنوی

## روحانیان
- محقق کابلی
- سید اسماعیل بلخی
- محمداسحاق فیاض
- واعظ‌زاده بهسودی
- محمدعلی غزنوی

## تاریخ نگاران

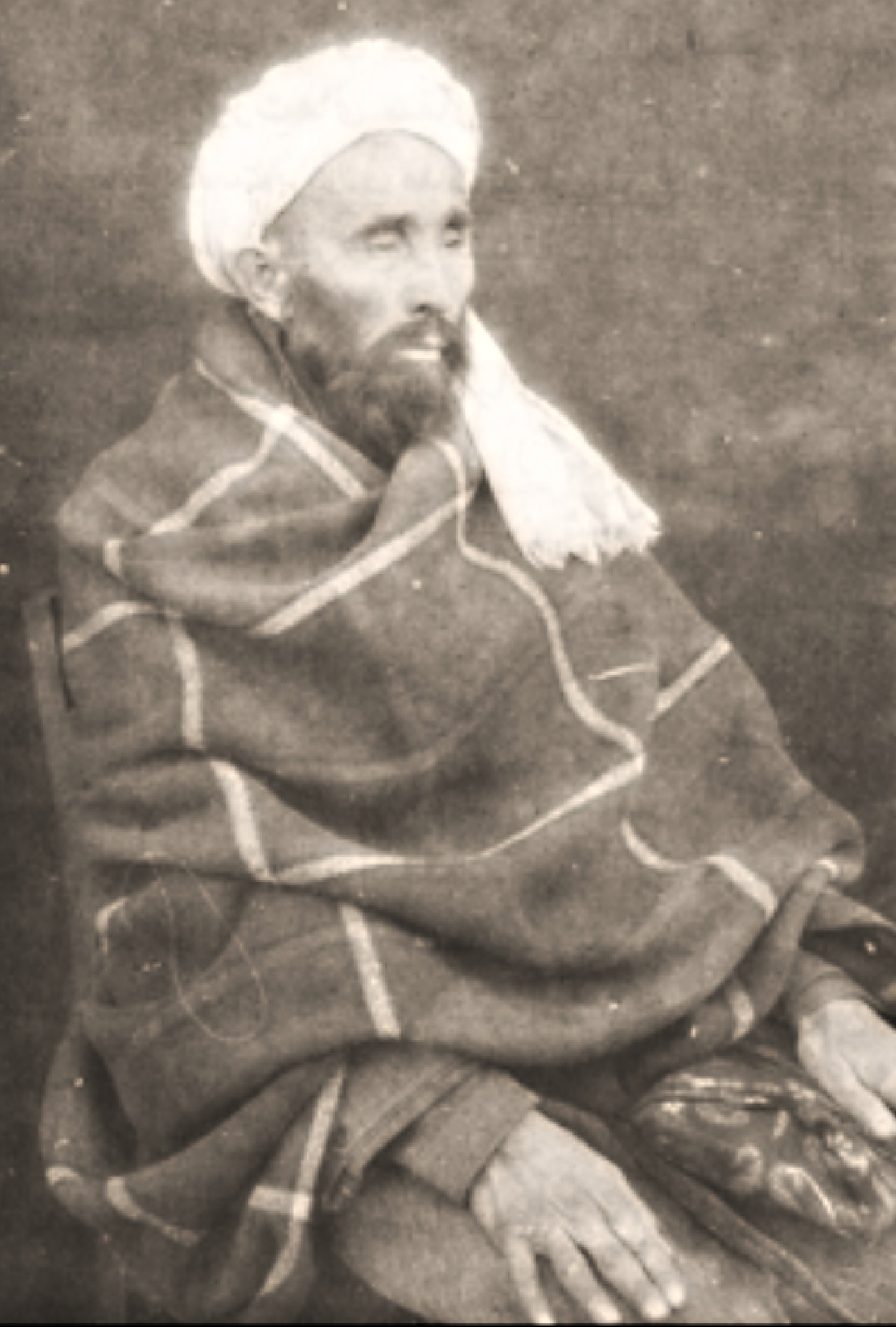
فیض‌محمد کاتب نویسنده و تاریخ‌نگار معاصر

- فیض‌محمد کاتب
- محمدعیسی غرجستانی
- بصیراحمد دولت‌آبادی
- سید عسکر موسوی
- علی محقق نسب
- محمدتقی خاوری
- حسینعلی یزدانی
- حسن پولادی
- عباس دلجو

## نویسندگان
- محمد نظر نظری
- کامران میرهزار
- بشیر اسکندری
- حسن نائیل
- قسیم اخگر
- دهقان زهما
- تقی واحدی
- تقی بختیاری
- محسن احسانی
- علی بابا تاج
- اسدالله شفایی
- حسن رضا خاوری
- محمد اسلم جوادی
- محمد جواد خاوری
- محمد حسین فیاض
- محمدآصف سلطانزاده
- محمد حسین محمدی
- محمد شریف عظیمی
- محمدزمان سیرت
- محمدزمان سیرت
- خداداد اکبری جاغوری

## شاعران

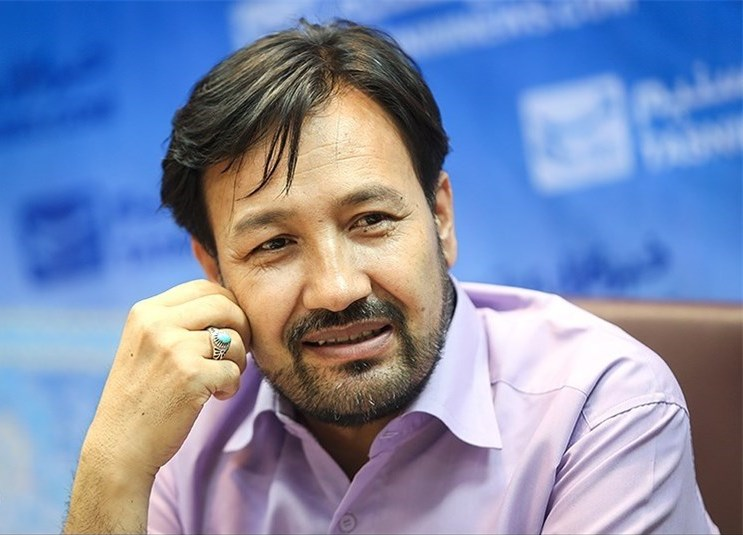
سید ابوطالب مظفری شاعر، نویسنده و منتقد

- امیر خسرو دهلوی
- کامران میرهزار
- بشیر اسکندری

- محمد عزیزی
- سید ابوطالب مظفری
- محمدسرور رجایی
- محمد شریف سعیدی
- محمداسحاق اخلاقی
- سیدضیا قاسمی
- قنبرعلی تابش
- حکیم علی‌پور
- هادی میران
- بصیر آهنگ
- محمود جعفری
- محمود حکیمی
- الیاس علوی
- محمد یعقوب یسنا
- محسن چنگیزی
- علی پیام
- رضا واثق
- علی بیانی
- حمید مبشر
- عباس جویا
- فاضل کیانی
- فرهاد زاهدی
- عارف جعفری
- ناصر نادر
- حسین رهیاب
- ابراهیم امینی
- سهراب سیرت
- شکریه عرفانی
- حفیظ شریعتی
- عزیز بهرامی
- محمد شریف عظیمی
- معصومه کوثری
- بتول سیدحیدری
- عبدالواحد رفیعی
- تینا محمدحسینی
- محمدعوض نبی‌زاده
- محمد افضل ارزگانی
- سید اسحاق شجاعی
- شوکت‌علی محمدی شاری
- عبدالمجید ناصری داوودی
- عبدالحکیم محمدی (کاظمی)
- محمدعلی افتخاری آریان پور

## استادان دانشگاه
- امین احمدی
- عباس بصیر
- محمد نظر نظری
- میرحسین طنین
- عبدالغفور محبی
- عبدالطیف نظری
- علی محمد زهما
- محمد حنیف رحیمی
- استاد ظاهر سلطانی
- استاد علی امیری

## روزنامه‌نگاران
- لیاقت لایق
- شیر مهریار
- ذکی دریابی
- ملک شفیعی
- مختار وفایی
- صالحه سعادت
- سید رضا محمدی
- عصمت‌الله سروش
- خادم‌حسین کریمی
- محمد اکرم گیزابی
- محمدزمان سیرت
- رضا نیکزاد
- ذکی رسا

## خوانندگان

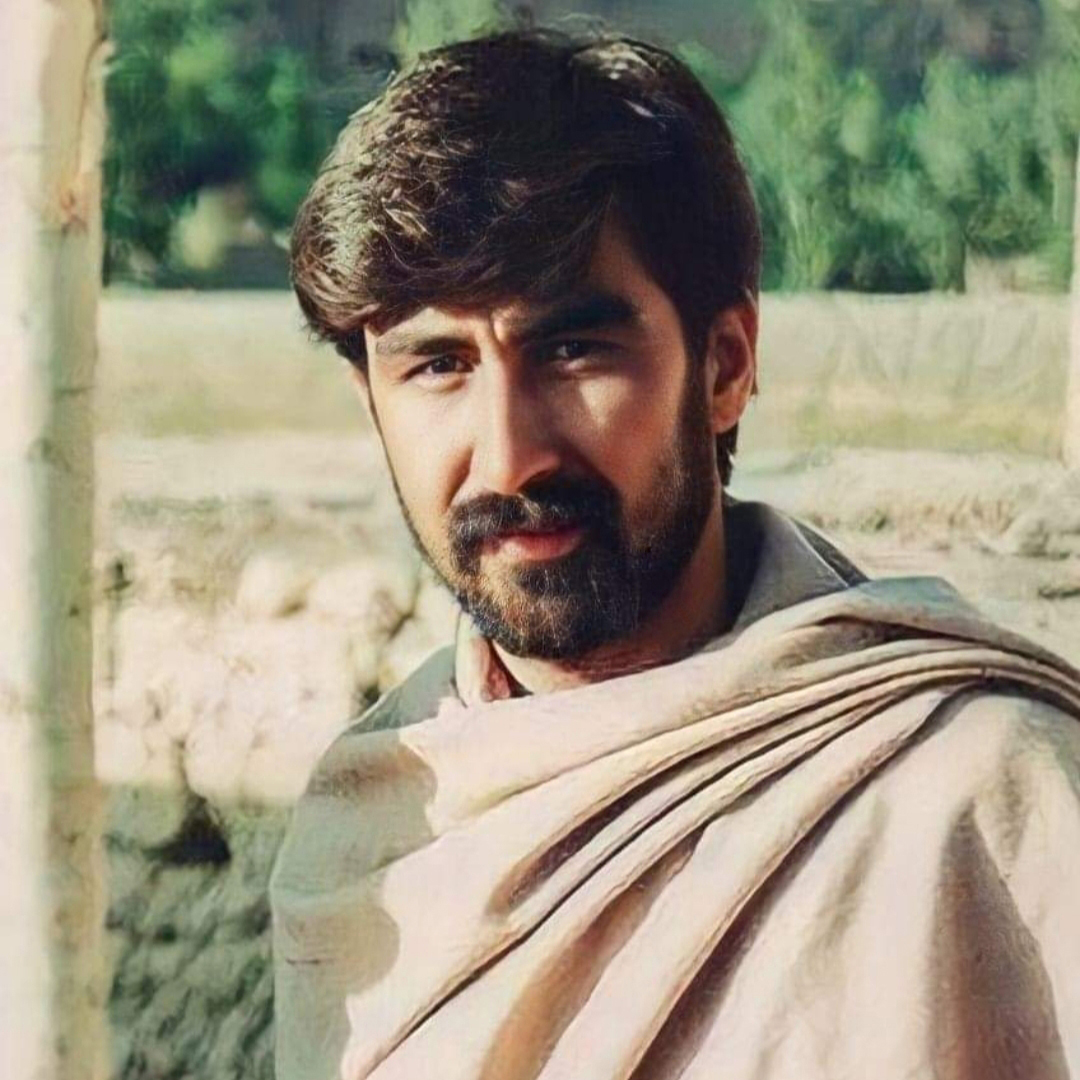
داوود سرخوش

- داوود سرخوش
- سرور سرخوش
- صفدر خیرعلی
- سید انور آزاد
- شکیب همدرد
- طاهر خاوری
- امان یوسفی
- صفدر توکلی
- عباس نشاط
- ظاهر هویدا
- علی ساقی
- نذیر خارا
- آبه میرزا
- علی حسین افشار
- حمید سخی‌زاده
- صفدر علی مالستانی
- سید داوود یکاولنگی
- مریم الهه سرور
- ضیا ساحل

## هنرمندان

### بازیگران
- حسین صادقی
- عابد علی نازش
- فرشته حسینی
- نیکبخت فرهمند
- فرشته کاظمی
- حسیبا ابراهیمی
- رضا احمدی

### عکاسان
- برات‌علی باتور
- نجیب‌الله مسافر[نیازمند منبع]
- حکیم مظاهر
- بصیر سیرت
- مسعود حسینی
- احمد جاوید اکبرزاده[۱۶]

### طنزپردازان
- محسن حسینی
- سخیداد هاتف
- موسی ظفر
- قاسم تابان

### کارگردانان
- برهان قربانی
- ابوذر امینی
- سمیع‌الله عطایی

### نقاشی، خطاطی و مجسمه‌سازی
- علی‌بابا اورنگ
- علی‌خان عبداللهی[۱۷]
- اکبر خراسانی
- سلمان علی ارزگانی، خطاط

### مجریان
- شیما رضایی
- رمضان حسینی نژاد

## فعالان اجتماعی و حقوق‌بشر
- سیما سمر نامزد جایزه صلح نوبل
- جلیله حیدر برنده جایزه بین‌المللی زنان

## ورزشکاران

### فوتبال

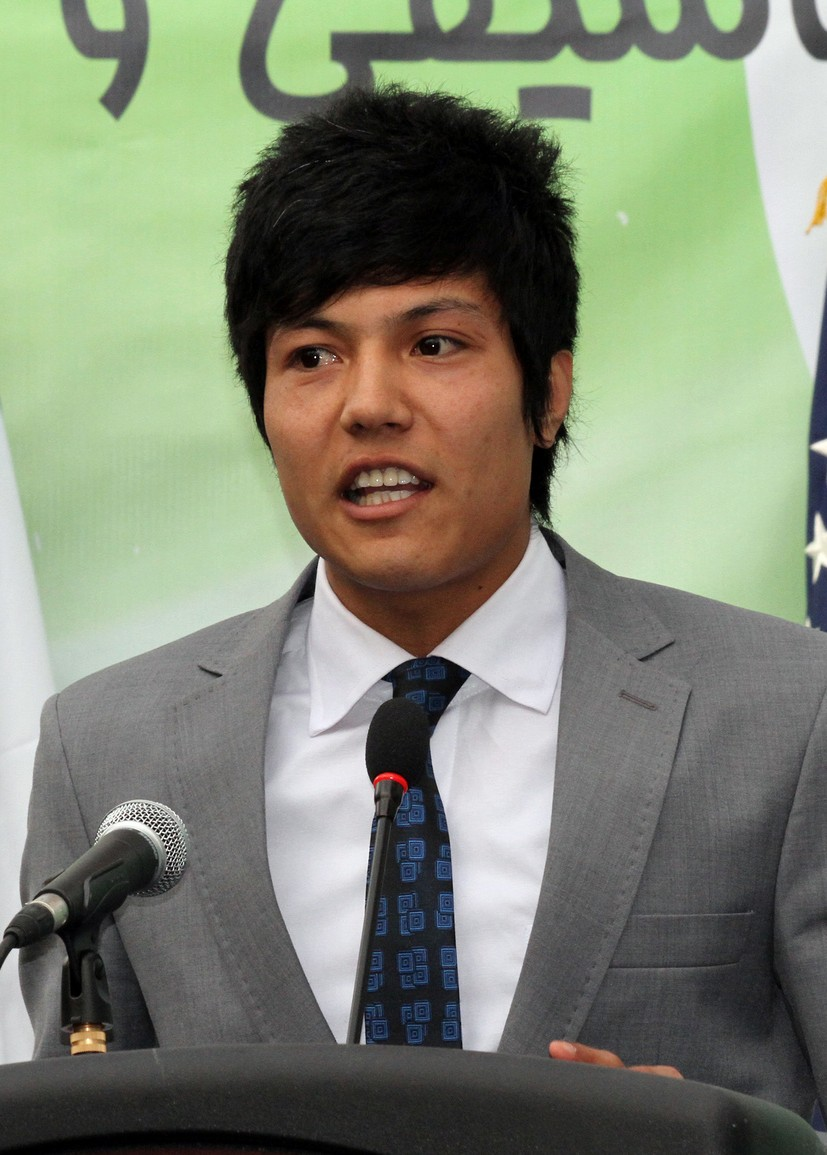
روح‌الله نیکپا

- ذهیب اسلام امیری
- مشتاق یعقوبی
- مصطفی امینی
- خداداد عزیزی[نیازمند منبع]
- روح‌الله اقبال‌زاده
- رحمت اکبری
- زهرا محمودی
- علی احمدی

### بوکس
- حیدر علی
- ابرار حسین
- حمید رحیمی

### کاراته
- نرگس حمیدالله
- نفیسه رضایی

### تکواندو
- روح‌الله نیکپا
- ذکیه خدادادی
- ادیبه عظیمی - قهرمان تکواندو اروپا و عضو تیم ملی آلمان[۱۸]

### جودو
- فریبا رضایی

### جوجیستو
- حسین‌بخش صفری

### کشتی
- محمد ابراهیم خدری
- وکیل حسین الله‌داد

### کیک‌بوکسینگ
- حمید جعفری[۱۹]

### کونگ‌فو
- عباس علیزاده

### ووشو
- حسین صادقی[۲۰]

### بدن‌سازی
- علی رضا آساهی

### هنرهای رزمی ترکیبی MMA
- سخی قمبری
- حسین بخش صفری

### شنا
- عباس کریمی

### دوچرخه‌سواری
- معصومه علیزاده

### فوتسال
- مهدی نوروزی
- محمد جواد صفری
- امید قنبری
- مجتبی یوسفی هزاره

## تاجران
- سعد محسنی
- فهیم هاشمی
- فاطمه اکبری
- عباس ابراهیم‌زاده
- شیرخان فرنود [نیازمند منبع]

## دیگر شخصیت‌های سرشناس
- عبدالخالق هزاره
- شکریه تبسم